# 谢玙
谢璵，字景琡，陈郡阳夏人，谢奕之孙，谢攸次子。早卒。夫人河东卫氏。南京出土的谢璵墓志只有短短五个字：“宋故……璵，早亡……”。子谢温。